# Front Line Assembly
Front Line Assembly (название часто сокращается до FLA) — канадская электро-индастриал-группа, основанная в 1986 году Биллом Либом после выхода из состава Skinny Puppy. Испытавшая влияние ряда исполнителей ранней индастриал-сцены (Cabaret Voltaire, Portion Control, D.A.F, Test Dept, SPK и Severed Heads), FLA разработала своё собственное звучание на основе элементов EBM. Состав коллектива неоднократно менялся, за исключением Либа как фронтмена; значительную роль в деятельности FLA сыграло участие Риса Фалбера и Майкла Бэлча, которые также связаны с рядом других проектов.

## История
Группа начала свою творческую деятельность с двух демо-кассет — Nerve War и Total Terror, за которыми в 1987 году последовал первый альбом The Initial Command. Вскоре после этого к группе присоединился Рис Фалбер (Rhys Fulber), который одновременно записывал музыку в собственном проекте Will с Крисом Петерсоном и вокалистом Джоном Макреем. Второй альбом State of Mind (1988) был издан уже и за рубежом. В том же году выходят два мини-альбома Corrosion и Disorder, которые впоследствии были объединены в один Convergence, а в 1995 году изданы с бонус-треками под названием Corroded Disorder.
В 1989 году Балч ушёл из Front Line Assembly и присоединился к Ministry для записи альбома Psalm 69. Одновременно Front Line Assembly выпустили альбом Gashed Senses and Crossfire, в котором отошли от мрачного звучания в сторону танцевальности. Этот альбом и сингл «Digital Tension Dementia» привлекли внимание андеграундной публики. В это же время активизировалась деятельность сайд-проектов участников: выходит альбом проекта Delerium Faces, Forms & Illusions, а Либ начал работу над проектом Noise Unit. Следующий альбом, Caustic Grip (1990), стал классикой EBM/индастриала. Синглы Iceolate и Provision были признаны журналами Melody Maker и Sounds синглами недели. Успех был подхвачен синглом Virus (на песню был снят видеоклип) и следующим альбомом Tactical Neural Implant, который вышел в 1992 году. Многие фанаты группы рассматривают его как вершину творчества коллектива. В этом же году вышел первый альбом нового сайд-проекта Либа и Фалбера Intermix.
После выпуска Caustic Grip Билл Либ, совместно с cEvin Key и Dwayne Goettel из Skinny Puppy образовал проект Cyberaktif, в котором выпустил альбом Tenebrae Vision.
В альбоме Millennium (1994) сочетаются металлические гитары и электронная музыка. Это звучание будет преобладать у большинства EBM/индастриал групп 1990-х. Самым успешным периодом Front Line Assembly была середина 1990-х, когда после выпуска Hard Wired (1995) группа отправилась в мировое турне.
В 1996 году вышел сборник ремиксов The Remix Wars: Strike 2, в котором FLA и группа Die Krupps представили свои ремиксы композиций друг друга. В том же году был выпущен двойной концертный альбом Live Wired.
В следующем году из Front Line Assembly ушёл Фалбер, который хотел сосредоточиться на продюсерской работе (в частности с Fear Factory) и на своём проекте Conjure One. Его заменил Крис Петерсон, который и раньше играл в группе на концертах. В 1997 году вышел альбом FLAvour of the Weak, который обозначил резкий поворот в звучании группы. Металлические нотки исчезли, им на смену пришли брейкбитовые ритмы, в музыке преобладала электроника. В следующих двух альбомах — Implode (1999) и Epitaph (2001) — эта тенденция сохранилась. В 2002 году Крис Петерсон покинул группу, что породило слухи о распаде Front Line Assembly.
В 2003 году вернулся Фалбер. В октябре Front Line Assembly издали сингл Maniacal, а в следующем году был записан альбом Civilization и саундтрек к фильму «Пила: Игра на выживание». Позже в группу вернулся и Петерсон. В 2005 году к группе присоединились молодые музыканты — Джереми Инкель и Джейред Слингерленд. Следующий альбом Artificial Soldier был записан в 2006 году в составе: Фалбер, Либ, Петерсон, Инкель, Слингерленд. Треки из этого альбома попали в саундтрек к фильму ужасов FrightWorld.
В 2007 году вышел ремикс-альбом Fallout, в котором помимо девяти ремиксов содержались и 3 новых песни: «Electric Dreams», «Unconscious», «Armageddon».
После нескольких лет затишья группа вновь дала о себе знать, выпустив в 2010 году сингл Shifting Through The Lens, который ознаменовал выход новой пластинки Improvised Electronic Device, разнообразной по содержанию. Поклонниками отмечалось, что FLA так и не утратили своей оригинальности. Вернулись гитары, также в альбоме были использованы новые техничные электро-приёмы. После этого группа устроила новое мировое турне в поддержку этого альбома, и повторила его в 2011 году.
В 2011 году компания Carbon Games подписала контракт с Front Line Assembly для создания оригинального инструментального альбома-саундтрека к  игре AirMech. Он получил полную студийную обработку и идёт в комплекте с эксклюзивным контентом к этой игре, состоящим из участников FLA в качестве пилотов. Лимитированное издание AirMech разработано с участием самой группы. Для работы над саундтреком состав команды был пополнен двумя новыми музыкантами - Крейг Джонсен и Саша Кивилл. Дата выхода AirMech - 13 ноября 2012 года.

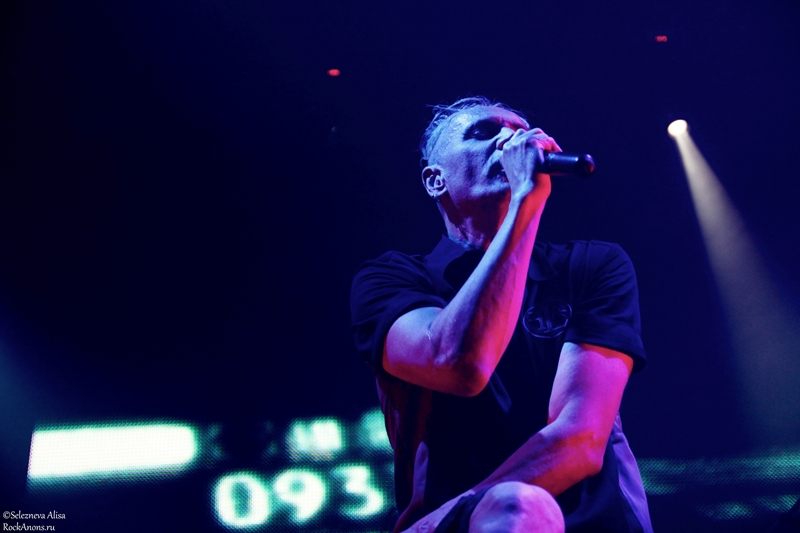
Выступление в Москве, 2013

Параллельно с работой над AirMech группа начала работу над новым, полноценным студийным альбомом, выход которого был запланирован на лето 2013 года, а в апреле этого же года стало известно его название и точные даты выхода: новый альбом будет называться Echogenetic, он выйдет 9 июля на лейбле Metropolis (США), и 12 июля на Dependent (Европа).
Как сообщил  Билл Либ на официальной странице в Facebook, этот альбом будет полностью электронным, без гитар, и его задача — вернуть слушателя к истокам музыки группы с помощью современных технологий. В июне, примерно за месяц до выхода альбома, на видеохостинге Youtube было размещено превью к треку Prototype, позже полная композиция Killing Grounds, и ещё через некоторое время — Ghosts. 7 июня 2013 года альбом был выложен в Интернет и стал доступен для свободного скачивания. Этот альбом был воспринят слушателями неоднозначно. Кто-то обвинил Билла Либа и команду в исключительной коммерциализации творчества и погоне за модными тенденциями, кто-то наоборот, воспринял альбом с восторгом, как глоток свежего воздуха на постиндустриальной сцене и удачную попытку придать творчеству новый импульс.
После выхода Echogenetic группа вновь отправляется в мировое турне, первый концерт которого прошёл в Москве, 9 августа 2013 года.
13 мая 2014 года вышел новый ремикс-альбом под названием Echoes, в котором помимо ремиксов содержатся две новых композиции — Contagion и Next War. Эти треки были записаны в сотрудничестве с Йеном Пикерингом из Sneaker Pimps. CD-версия альбома содержит 12 ремиксов от таких исполнителей, как Haujobb, Rhys Fulber, Daniel Myer, Comaduster, Henrik Backstrom и др. Цифровая (Deluxe) версия — 16 ремиксов, с дополнительным материалом от Tweaker, Primitive Race, Greg Reely и Cyanotic.
15 января 2021 года на Metropolis Records вышел семнадцатый полноформатный студийный альбом группы под названием Mechanical Soul. В записи, в качестве приглашённых звёзд, приняли участие вокалист группы Front 242 Жан-Люк де Майер и гитарист группы Fear Factory Дино Касарес.

## Участники группы
- Билл Либ
- Джаред Слингерленд
- Крейг Джонсен
- Саша Кивилл

## Дискография

### Студийные альбомы
- 1986 Nerve War
- 1986 Total Terror
- 1987 The Initial Command
- 1988 State of Mind
- 1988 Convergence
- 1989 Gashed Senses and Crossfire
- 1990 Caustic Grip
- 1992 Tactical Neural Implant
- 1994 Millennium
- 1995 Hard Wired
- 1995 Corroded Disorder
- 1996 Live Wired
- 1997 FLAvour of the Weak
- 1998 Re-wind
- 1999 Implode
- 2001 Epitaph
- 2004 Civilization
- 2006 Artificial Soldier
- 2007 Fallout
- 2010 Improvised Electronic Device
- 2012 AirMech (саундтрек)
- 2013 Echogenetic
- 2014 Echoes
- 2018 WarMech (саундтрек)
- 2019 Wake Up The Coma
- 2021 Mechanical Soul

### EP
- 1988 Corrosion
- 1988 Disorder

Эти два EP были переизданы в 1995 г. как один альбом под названием Corroded Disorder
- 1992 The Blade
- 1999 Fatalist
- 2004 Vanished
- 2010 Angriff

### Синглы
- 1988 Digital Tension Dementia
- 1989 No Limit
- 1990 Iceolate
- 1990 Provision
- 1991 Virus
- 1992 Mindphaser
- 1994 Millennium
- 1994 Surface Patterns
- 1995 Circuitry
- 1996 Plasticity
- 1997 Columbian Necktie
- 1998 Comatose
- 1999 Prophecy
- 2001 Everything Must Perish
- 2004 Maniacal
- 2010 Shifting Through the Lens
- 2019 Eye On You

### Другие релизы
- 1989 Live — Limited LP.
- 1993 Total Terror I and II — Ре-релиз старых записей и раритетов.
- 1996 The Remix Wars - Strike 2 — Remix CD.
- 1997 Reclamation — Компиляция синглов.
- 1998 Columbian Necktie/Evil Playground — 12" mixes
- 1998 Monument — Коллекция раритетов.
- 1998 The Singles: Four Fit — Компиляция синглов.
- 1999 Explosion — Компиляция синглов.
- 1999 Quake III Arena Soundtrack, вместе с Sonic Mayhem
- 2004 Complete Total Terror — 2CD компиляция, содержащая большую часть демо записей Total Terror и другие работы того же временного периода.
- 2012 PlastiCity — переиздание синглов PlastiCity, Prophecy  и EP Fatalist.

## Сайд-проекты
- Conjure One
- Delerium
- Left Spine Down
- Pro-Tech
- Synæsthesia
- Will
- Intermix
- Noise Unit
- Equinox
- Cyberaktif
- Mutual Mortuary
- Decree
- Fauxliage